# Lachenalia orchioides
Lachenalia orchioides är en sparrisväxtart som först beskrevs av Carl von Linné, och fick sitt nu gällande namn av William Aiton. Lachenalia orchioides ingår i släktet Lachenalia och familjen sparrisväxter.

## Underarter
Arten delas in i följande underarter:
- L. o. glaucina
- L. o. orchioides

## Bildgalleri

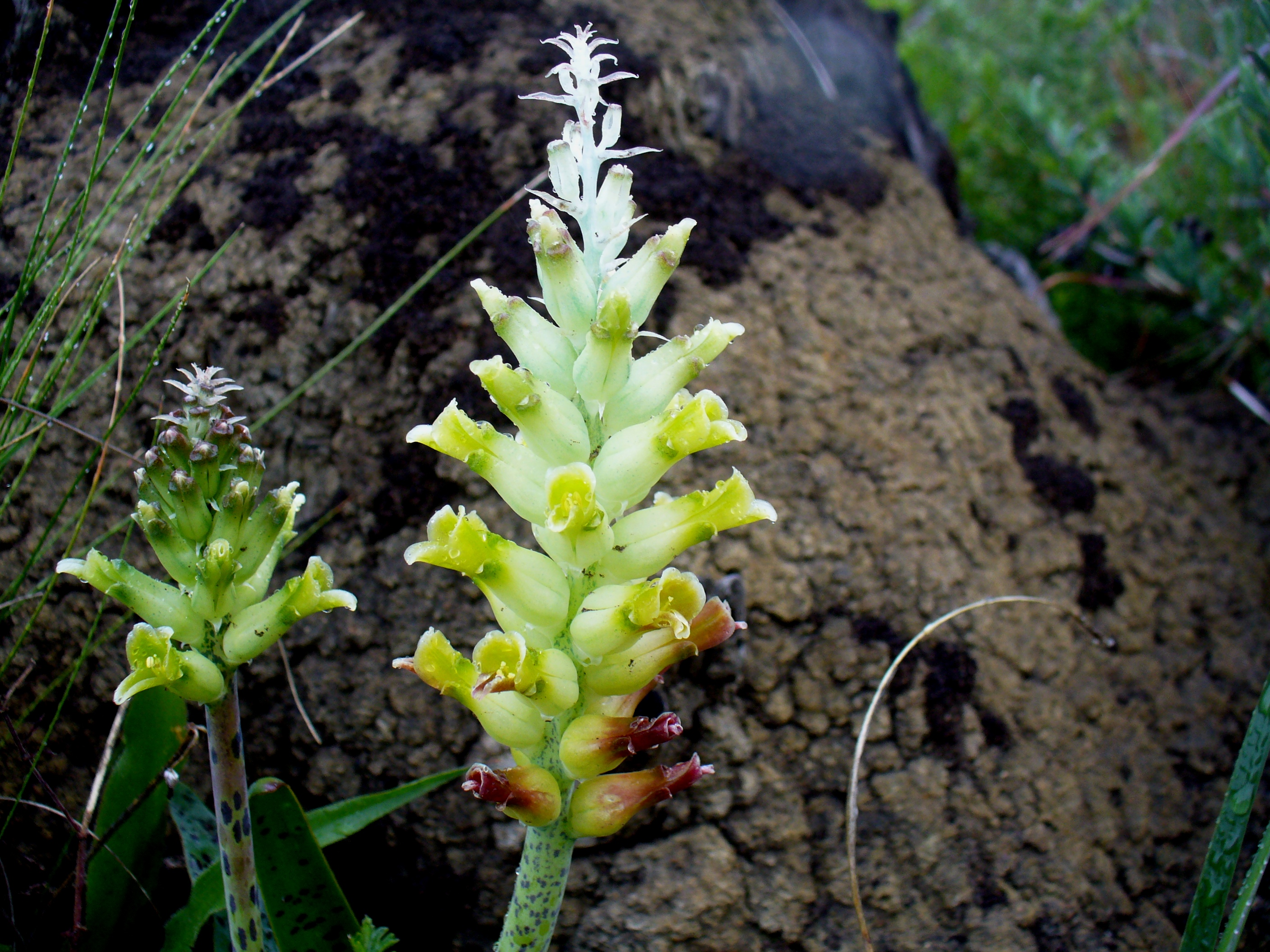
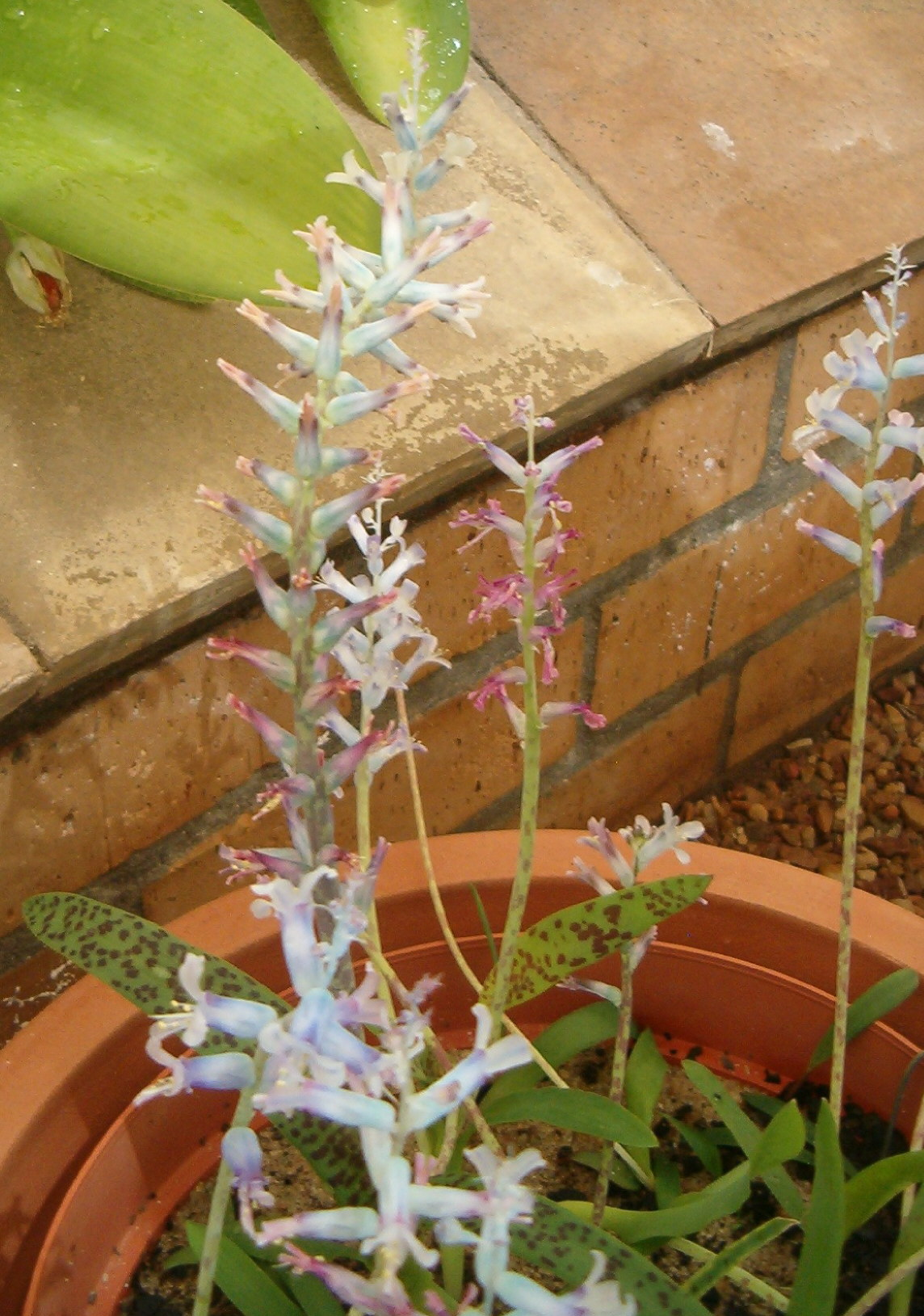
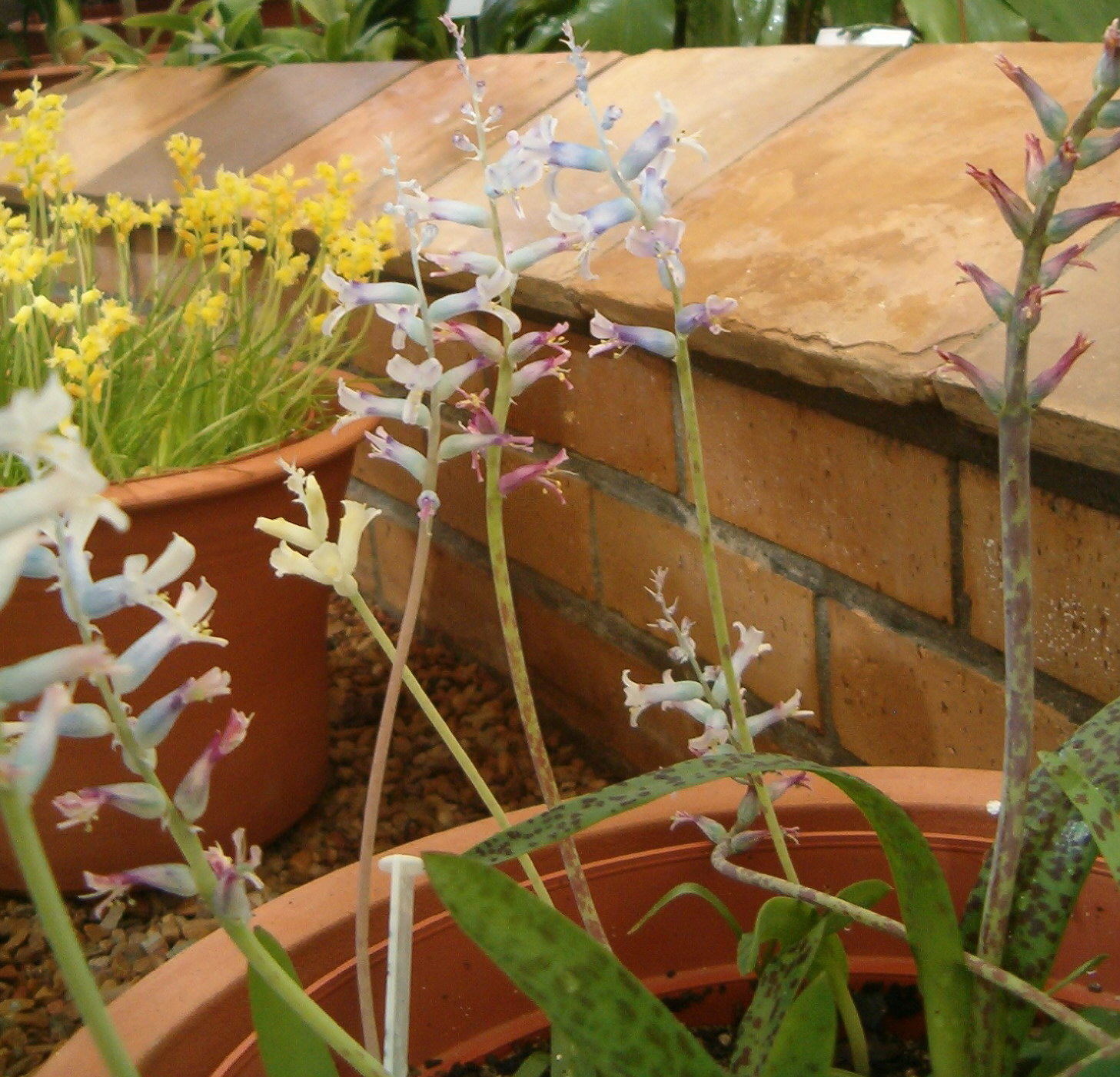
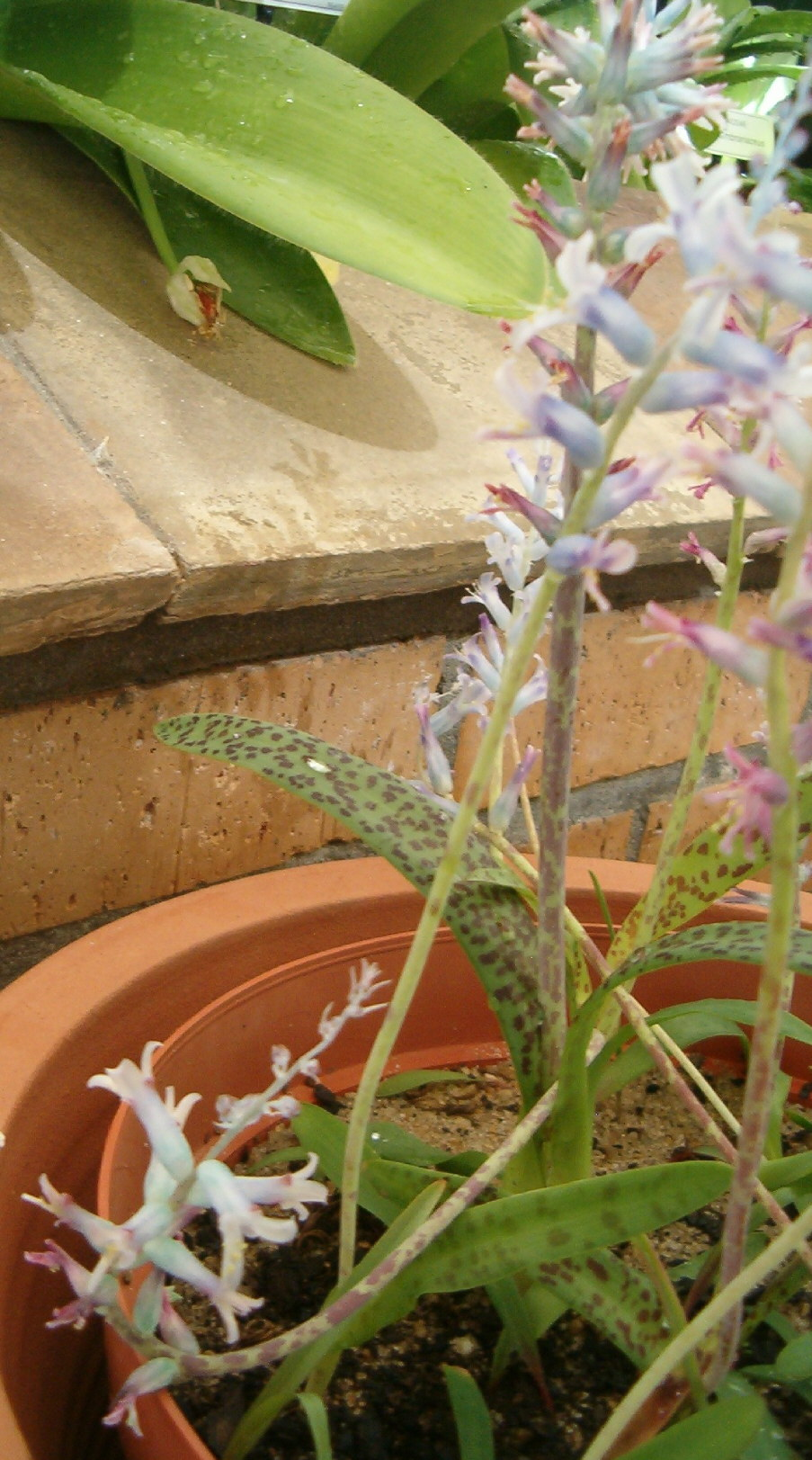